# Leopoldo Nelson
Leopoldo Nelson (Buenos Aires, 1 de julio de 1836 - Villa Mercedes, 12 de mayo de 1890) fue un militar argentino, que participó en las guerras civiles argentinas, en la Guerra del Paraguay y en la Conquista del Desierto.

## Biografía
Hijo de un comerciante y capitán de barco danés y de una porteña, estudió en Alemania, y regresó a Buenos Aires en 1849.
Ingresó en abril de 1850 en la marina de guerra de la provincia de Buenos Aires y fue dado de baja poco después de la batalla de Caseros. Reincorporado, se unió a la escuadra de la Confederación Argentina, y participó del sitio de Buenos Aires en 1853, a las órdenes de John Halstead Coe. Cuando éste vendió la flota a los porteños, se retiró a Rosario, salvando su nave.
Incorporado al Ejército Argentino, por un tiempo prestó servicios en Río Cuarto, como oficial de artillería en la defensa contra los indígenas ranqueles. Pasó luego a retiro, pero regresó al servicio al estallar la guerra contra el Estado de Buenos Aires. Defendió la ciudad de Rosario contra el bombardeo de la escuadra porteña y combatió en la Batalla de Cepeda. Dos años más tarde combatió del lado de la Confederación en la batalla de Pavón, siendo de los últimos en retirarse ante el avance del ejército porteño. Fue tomado prisionero cuando los porteños ocuparon Rosario.
El mismo general Bartolomé Mitre le insistió para que se incorporara al ejército nacional —reorganizado bajo mando porteño— y lo nombró jefe de policía de Santa Fe. Más tarde sirvió en la frontera sur de esa provincia, y luego en la frontera norte de la misma, con centro en el fuerte Cayastacito.
Al estallar la guerra del Paraguay, Nelson tomó el mando de la brigada de artillería de la Guardia Nacional de la provincia de Santa Fe, perteneciente a la división del general Wenceslao Paunero y fue ascendido al grado de teniente coronel. Combatió en las batallas de Yatay, Uruguayana, Paso de la Patria, Estero Bellaco, Tuyutí y Curupaytí. Después de esa batalla pidió la baja del ejército, debido a una enfermedad respiratoria, aparentemente asma.
Se instaló en Santa Fe, donde fue nombrado comandante de armas por el gobernador Nicasio Oroño. Como jefe de la Guardia Nacional de esa provincia, participó en la represión de la revolución de Simón Luengo en Córdoba.
En 1870 sirvió en la guerra contra el último caudillo federal, el entrerriano Ricardo López Jordán, y participó en la batalla de Sauce a órdenes de Emilio Conesa. Fue nombrado comandante militar de Victoria, y con sus fuerzas ocupó el pueblo de La Paz. Más tarde fue comandante de Concordia. También participó en la represión de la segunda rebelión jordanista.
En 1873 pasó a Córdoba y sirvió nuevamente en la frontera de Río Cuarto, a órdenes del coronel Julio Argentino Roca. Como jefe de su artillería hizo la campaña contra el general José Miguel Arredondo durante la revolución de 1874. Combatió en la batalla de Santa Rosa y tomó preso al general Arredondo; fue ascendido al grado de coronel. Al año siguiente, formó parte del consejo de guerra que juzgó a Mitre por la revolución.
En 1875 fue nombrado comandante de la frontera sur de Santa Fe, y tras varios encuentros con los indios, al año siguiente avanzó la frontera hasta Italó, hoy sudeste de Córdoba, fuerte que organizó y puso en condiciones de cumplir su función de cabecera de la nueva línea de frontera.
En 1879 participó en la campaña al desierto de Roca, y – al frente de una de las cinco divisiones en que estaba dividido el Ejército – cruzó y ocupó casi todo el centro de la provincia de La Pampa, llegando a Neuquén en su avance.
Participó en la lucha contra la revolución porteña de Carlos Tejedor al año siguiente, y fue ascendido a general. Fue nombrado inspector militar de las provincias de Cuyo, y desde 1882, comandante de la isla Martín García. Pasó a retiro en 1886.
Falleció en Buenos Aires en mayo de 1890.
La localidad de Nelson, en la provincia de Santa Fe, lleva su nombre en recuerdo de este militar.